# گوهردشت (کرج)
گوهردشت محله‌ای در شمال شهر کرج است. نام باستانی گوهردشت، وهرگرد بوده که سپس به وهرجرد معرب شد. در دهه ۱۳۶۰، نام حکومتی رجائی‌شهر تعیین شد.

## تاریخچه

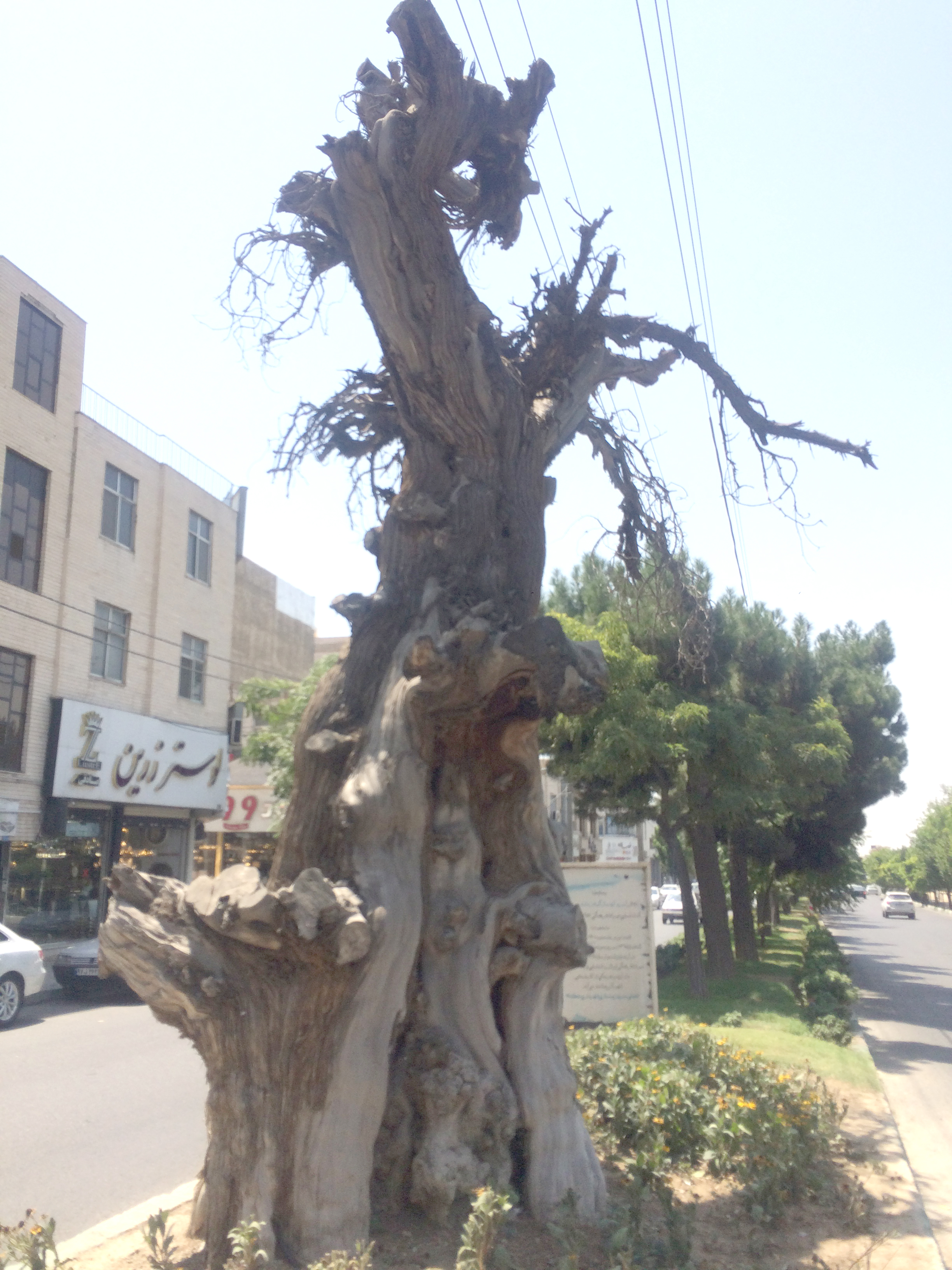
سرو ۱۳۰۰ ساله گوهردشت تا سال ۱۳۶۵ سبز بوده اما به مرور آثار خشکیدگی در آن آشکار شده است. در سال ۱۳۸۰ کارشناسان میراث فرهنگی این اثر ارزشمند را شناسایی کردند و از آن پس جزء آثار باستانی شهر کرج به‌شمار می‌آید. برخی‌ها می‌گویند در پای این سرو تاریخی، گنج و گوهر پیدا شده و دلیل نام‌گذاری گوهردشت هم همین است.

وهرگرد از دو واژه "وهر" به معنای گوهر و "گرد" مترادف دشت تشکیل شده است؛ بنابراین نزدیکی شگفت‌انگیزی بین «وهرگرد» و «گوهردشت» هست. به علاوه، به علت مجاورت با جاده ابریشم در مواصله ری-قزوین، از زمان‌های قدیم آباد و سرشار از گنج و گوهر بوده که گنجینه پای درخت سرو کهن، گواه است.
عامل اصلی تبدیل وهرگرد به گوهردشت مدرن، حاج لطف‌الله ترقی، نویسنده و تاریخدان دوره پهلوی بوده است. وی پس از انبوه‌سازی ویلاهای مدرن و اماکن عمومی، صاحب ثروتی هنگفت شد. وی به سال ۱۳۵۲ در مسجد جامع گوهردشت تسلیم خاک گردید.

### اعتصابات
پس از انقلاب ۵۷، فلکه اول گوهردشت همواره کانون اعتراضات مخالف دولت بوده است؛ به‌ویژه در اعتراضات دی ۱۳۹۶، خیزش آبان ۱۴۰۱ و خیزش شهریور و مهر ۱۴۰۱.
در بسیاری از عصرها، نیروهای گشت ارشاد و لباس شخصی در قالب طرح حجاب در فلکه اول گوهردشت آماده باش هستند. در روزهای مشکوک، چندین جوخه نیروهای مسلح ضدشورش در محل مستقر می‌شوند.

### الحاق محمودیه
شهرک‌ محمودیه در ۲ خرداد ۱۴۰۴  رسما از شهرستان ساوجبلاغ منفک و به شهر کرج الحاق شد. این تصمیم پس از تصویب در شورای اسلامی شهر کرج و تأیید نهایی در کمیته برنامه‌ریزی و زیربنایی وزارت راه و شهرسازی عملیاتی شد.

## جغرافیا
گوهردشت در منطقه ۷ شهرداری کرج واقع شده است. تعریف رسمی از محلاتی از منطقه هفت که معرف اصل گوهردشت باشند وجود ندارد، اما عموما تمام این منطقه را گوهردشت می نامند. این منطقه از شمال به شهرک‌های آسمان و بهارستان و رشته‌کوه‌های البرز، از سمت شرق به محلهٔ جهانشهر (منطقه ۸) و عظیمیه (منطقه ۱)، از غرب به محلهٔ باغستان و شاهین‌ویلا (صوفی‌آباد سابق) (منطقه ۶) و از جنوب به محلهٔ دهقان‌ویلا منتهی می‌گردد.

### کوی‌ها
گوهردشت شامل کوی‌های اصلی زیر است:
- روستای باستانی وهرگرد
- فاز یک
- فاز دو
- فاز سه

کوی‌های زیر عموما جزو گوهردشت انگاشته می‌شوند:
- شهرک محمودیه
- روستای سیاه‌کلاهان (سیاکلا)
- گلستان
- کوی اتحاد
- شهرک جهازی‌ها
- اشتراکی شمالی
- اشتراکی جنوبی
- کوی اوقافی‌ها
- کوی داریوش
- ملکشاه
- غرب کوی ملاصدرا
- شرق حیدر آباد
- شهرک علی بن ابیطالب
- شهرک امام علی
- محله گلها
- شهرک آسمان
- شهرک کیوانیه
- شهرک بهارستان
- شهرک بهداری
- شهرک دانشگاه آزاد
- شهرک زندان گوهردشت

### خیابان‌ها

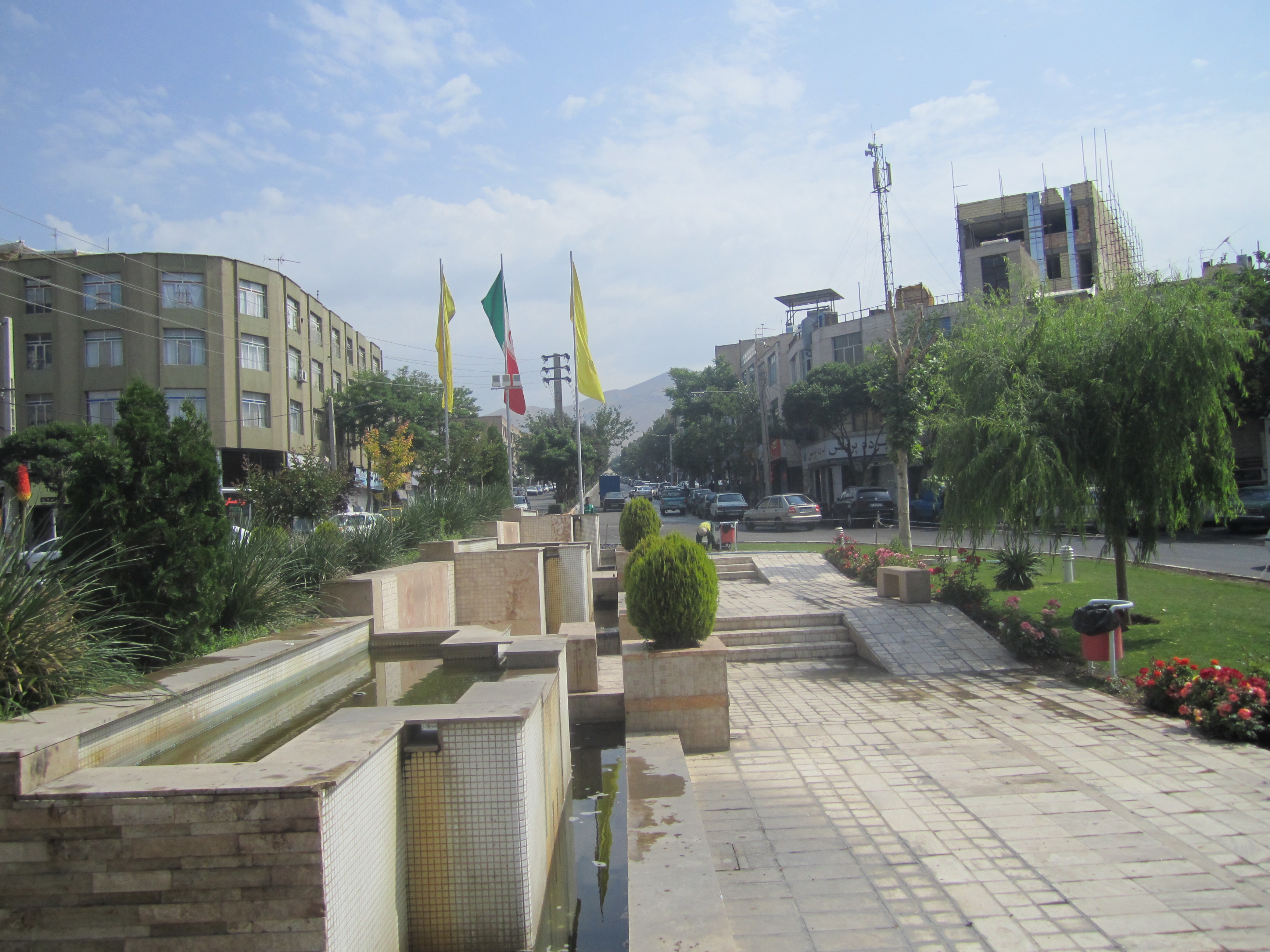
میدان توحید (رستاخیر سابق)، گوهردشت

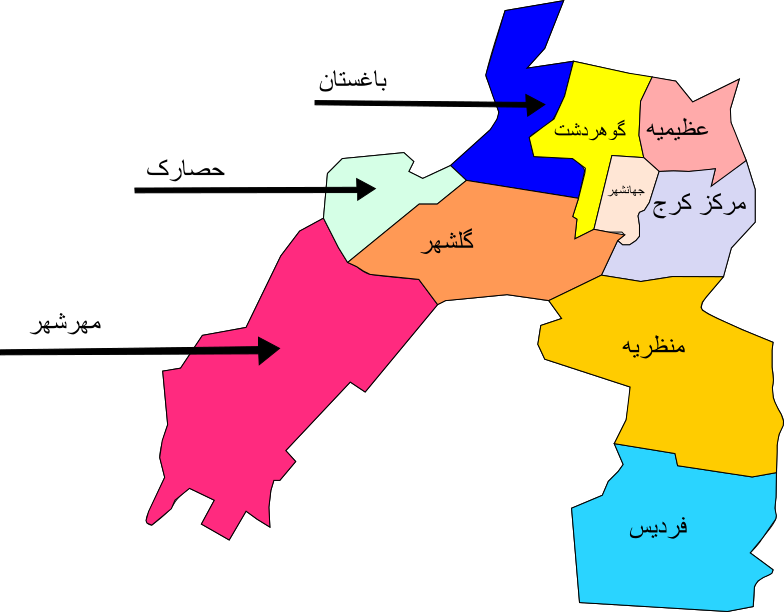
نقشه مناطق اصلی شهر کرج

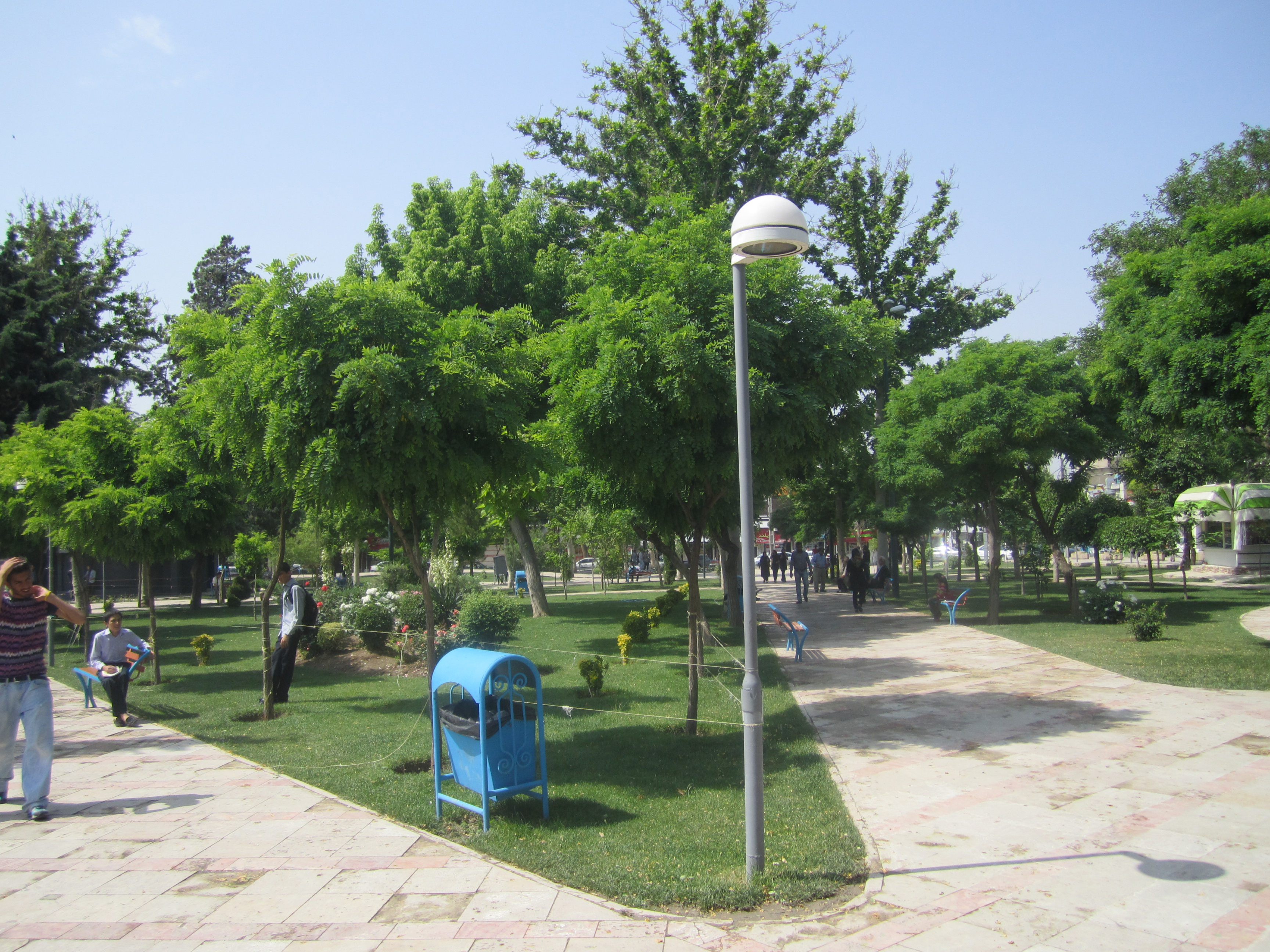
نمایی از پارک
ششم در خیابان آزادی - شمال (خیابان اصلی گوهردشت)

گوهردشت دارای یک خیابان اصلی است که از سه‌راه گوهردشت (پل گوهردشت) تا بلوار مؤذن ادامه دارد و خیابان آزادی نام‌گذاری شده است. این خیابان بعد از فلکهٔ اول به صورت یک‌طرفه ادامه می‌یابد. خیابان اصلی گوهردشت خود چهارده خیابان فرعی دارد.

### مراکز مهم

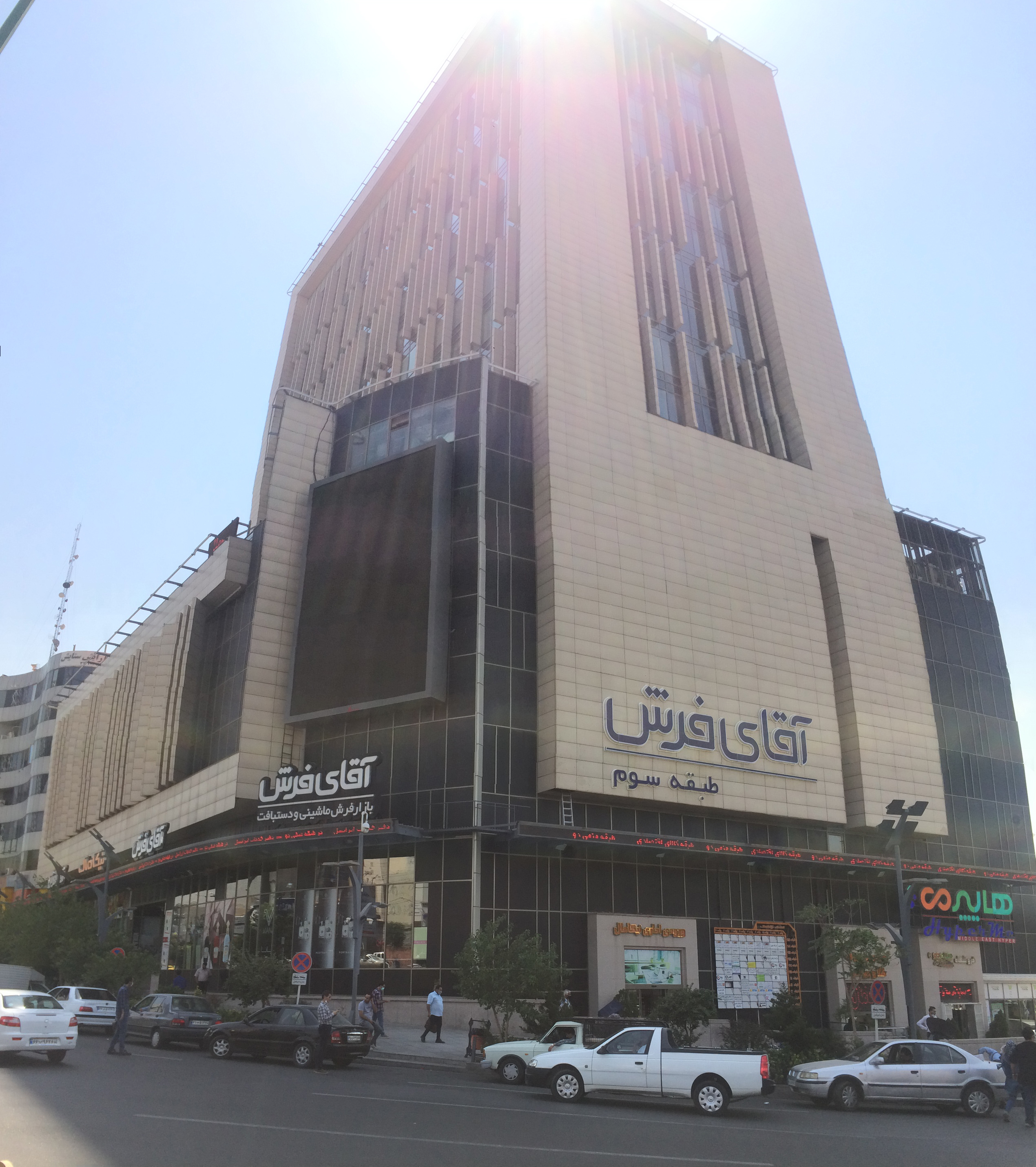
مجتمع تجاری نیکا مال واقع در فلکه اول گوهردشت

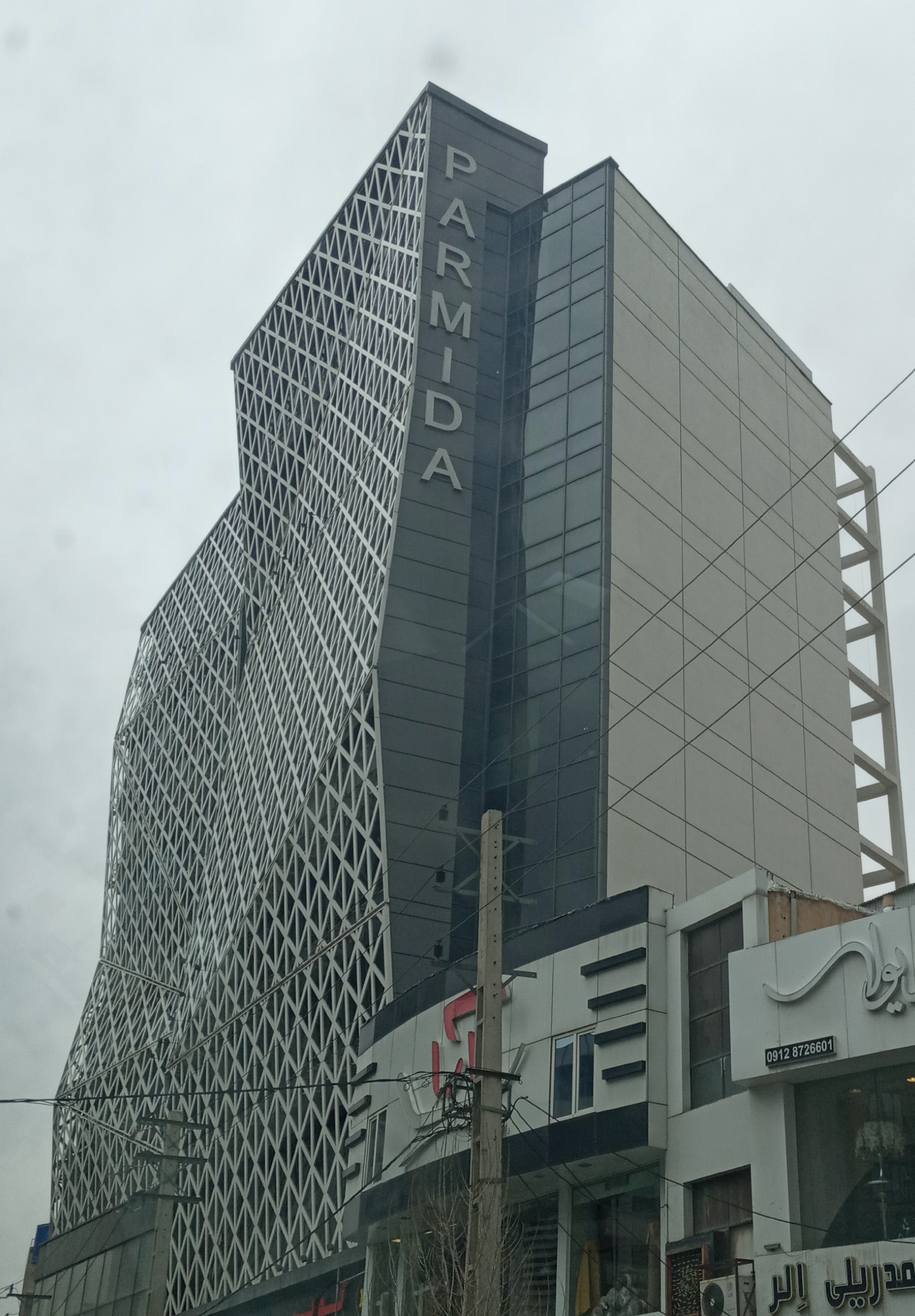
پارمیدا مال

- ورزشگاه انقلاب کرج
- دانشگاه آزاد اسلامی کرج
- مسجد جامع گوهردشت
- مؤسسه قرآنی علیین
- پردیس کرج دانشگاه هنر
- دانشگاه پیام نور کرج
- مرکز خرید چچلاس
- نیکامال
- سینما ساویز

### بوستان‌ها و مناطق تفریحی
از بوستان‌های گوهردشت می‌توان به پارک سه‌باندی (شهید بهشتی) نرسیده به خیابان قائم (داریوش) و نبش خیابان سه‌باندی و نیز باغ ایرانی (میدان طالقانی) اشاره کرد.
باغ ایرانیان در محدوده رستاخیز گوهردشت از زیباترین پارک‌های گوهردشت کرج است.
ازجمله تفرجگاه‌های گوهردشت می‌توان به جادهٔ آتشگاه، محمودآباد، سیاهکلان و کوه‌های آن اشاره نمود که در این مناطق تمام شهر زیر پای شما قرار می‌گیرد و منظرهٔ بسیار زیبایی را به نمایش می‌گذارد.

## اشخاص سرشناس
به‌خاطری که توسعه گوهردشت از دهه ۱۳۵۰ آغاز شده است، بیشتر اهالی سرشناس اینجا، متولد شهرهای دیگر بوده‌اند.
- سیروس گرجستانی
- نعمت‌الله آغاسی
- بهروز ثروتیان
- رضا اوتادی